# Svetlana Gànnuixkina
Svetlana Alekséievna Gànnuixkina (en rus, Светла́на Алексе́евна Га́ннушкина; Moscou, 6 de març de 1942) és una matemàtica i activista pels drets humans russa.
Gànnuixkina es va llicenciar a la facultat de Mecànica i Matemàtiques de la Universitat Estatal de Moscou el 1965 i després va treballar durant molts anys com a professora de matemàtiques a la mateixa universitat. El 1990 va ser una de les fundadores d'Ajuda Ciutadana (Гражданское содействие, Grajdanskoie sodeistvie), ONG que treballa per a la protecció dels drets humans i la integració pel que fa als immigrants, desplaçats interns i refugiats a Rússia, de la que és la presidenta. L'organització està etiquetada com a «agent estranger» pel govern rus des del 2015. També va ser una de les fundadores i és membre del Consell i responsable de la Xarxa de Drets de Migració del Centre de Drets Humans de Memorial, una institució dedicada al suport i lluita pels drets dels txetxens i uzbeks especialment i, fins al juny de 2012, va ser membre del Consell per al Desenvolupament de les Institucions de la Societat Civil i els Drets Humans de Rússia.
El 2006 va ser guardonada amb el premi Homo Homini pel seu activisme pels drets humans per part del grup xec Člověk v tísni (Persones necessitades), el 2010 fou una ferma candidata al premi Nobel de la Pau i el 2016 fou guardonada amb el Right Livelihood Award, conegut com a premi Nobel Alternatiu, entre d'altres distincions.